# 岡泰正
岡 泰正（おか やすまさ、1954年 - ）は、日本の美術史学者、神戸市立小磯記念美術館および神戸ゆかりの美術館 館長。

## 経歴
京都府舞鶴市に生まれ、神戸市で育つ。兵庫県立星陵高等学校、関西大学文学部哲学科美学美術史専修卒業、同大学大学院文学研究科博士課程前期課程修了。1982年神戸市立博物館設立準備室に学芸員として勤務、展示企画担当部長。2011年「日欧美術交流史論 17‐19世紀におけるイメージの接触と変容」で関西大学博士（文学）。長崎市出島展示検討委員会委員。1992年倫雅美術奨励賞、「近世日本陶磁、漆工芸に見られる西洋絵画の受容と変容について」の研究で第1回鹿島美術財団賞受賞。

## 著書
- 『めがね絵新考 浮世絵師たちがのぞいた西洋』筑摩書房、1992
- 『びいどろ・ぎやまん図譜 江戸時代のガラス・粋と美』加藤成文写真 淡交社、1996
- 『身辺図像学入門 大黒からヴィーナスまで』朝日選書、2000
- 『長崎びいどろ 東西交流が生んだ清涼なガラス器』九州労金長崎県本部 ろうきんブックレット、2004
- 『日欧美術交流史論 一七～一九世紀におけるイメージの接触と変容』中央公論美術出版、2013

## 参考
- [ISBN　978-4-8055-0684-4]
- 『現代日本人名録』2002年